# Red Sea FC
El Red Sea Football Club és un club de futbol eritreu de la ciutat d'Asmara.
El 2011 després d'un torneig regional Tanzània, 13 membres de l'equip no retornaren al país i demanaren asil polític.

## Palmarès
- Lliga eritrea de futbol: [3]
  - 1995, 1998, 1999, 2000, 2002, 2005, 2009, 2010, 2011, 2012, 2013, 2014, 2019, 2023
- Copa eritrea de futbol: [4]
  - 2006